# IM Большой Медведицы
IM Большой Медведицы (лат. IM Ursae Majoris), HD 111840 — одиночная переменная звезда в созвездии Большой Медведицы на расстоянии приблизительно 2067 световых лет (около 634 парсеков) от Солнца. Видимая звёздная величина звезды — от +7,75m до +7,61m.

## Характеристики
IM Большой Медведицы — красная пульсирующая медленная неправильная переменная звезда (LB) спектрального класса Ma.